# Onomastika
Onomastika (grč. ὄνομα, onoma = ime)  ili imenoslovlje, posebna je grana lingvistike koja se bavi proučavanjem osobnih imena (imena i prezimena) i nadimaka, odnosno proučava značenje i povijest imena ljudi (antroponimi) i imena mjesta (toponimi).
Pri svom proučavanju onomastika se koristi etimologijom, dijalektologijom, poviješću, etnologijom, mitologijom.

## Antroponomastika
Antroponimi (grč. ántrophōs) imena su ljudi.

Proučava ih grana onomastike koja se naziva antroponomastika.

### Osobna imena
Osobna imena najstariji su sloj hrvatske antroponimije jer su nekoć ljudi imali samo osobno ime, a to nam potvrđuju i brojni jezični spomenici, primjerice u Bašćanskoj ploči spominju se kralj Zvonimir i opat Držiha, a o prezimenima nema glasa, ona su najmlađi sloj hrvatske onomastike.
Prema porijeklu postoji nekoliko slojeva hrvatskih i pohrvaćenih imena:
- slavenski sloj

Imena koja su prisutna i u drugim slavenskim jezicima:

Vesna, Vesela, Zdeslav...
- sloj narodnih imena

Imena koja su izvorno hrvatska ili su pak prevedenice:

Hrvoje, Borna, Domagoj, Vjera...
- kršćanski sloj

Imena kršćanskih svetaca i blaženika te biblijskih osoba:

Marija, Ana, Eva, Josip, Petar, Ivan...
- islamski sloj

Imena koja su se proširila zbog turskih osvajanja:

Osman, Fatima, Hasan...
- sloj posuđenih imena

Imena koja su se proširila zbog doticaja s drugim kulturama:

Karlo, Nataša, Vanja...
- sloj pomodnih imena

Imena koja su rezultat društvenih događanja, ideologija i popularnih ljudi:

Jugoslav, Indira, Elvis, Ines, Nives, Dolores...

Ta se imena, poput potonja tri, često i ne mogu prilagoditi hrvatskome jezičnom sustavu pa se ne sklanjaju.

### Nadimci
Nadimci su srednje stari sloj hrvatske antroponimije. Služili su kao svojevrsni epiteti osobnim imenima da bi se lakše razlikovale osobe istih imena. Zapravo su nadimci prethodnici prezimena u koja su se često i razvili. Mogli su označavati neku fizičku i psihičku osobinu ili mjesto rođenja ili stanovanja.

### Prezimena
Prezimena su najmlađi sloj hrvatske antroponimije, potječu s prijelaza iz dvanaestog u trinaesto stoljeće. Tridentski sabor donio je odluku o popisivanju pučanstva s imenom i prezimenom u matice.
Hrvatska prezimena potječu od nekoliko različitih izvora:
- osobna imena, matronimi (prezimena izvedena od imena majke) i patronimi (prezimena izvedena od imena oca)

Anić, Jurić, Stipaničev...
- zanimanja

Kovač, Klobučar, Lončar, Tkalčić, Stolar...
- nadimci

Debeljak, Crnić, Obad...
- toponimi

Horvat, Hercegovac, Posavec, Zagorec...

Nekoć su prezimena bila latinizirana, primjerice:

Marko Marulić > Marcus Marulus, Ivan Lučić > Iohannes Lucius, Ivan Česmički > Iannus Pannonius, Faust Vrančić > Faustus Verantius, Ilija Crijević > Aelius Cervinus, Bartol Kašić > Bartholomaeus Cassius

A također su se za vrijeme hrvatskog narodnog preporoda pohrvaćivala imena i prezimena:

Ignaz Fuchs > Vatroslav Lisinski, R. Flieder > Rikard Jorgovanić, F. Wiesner > Ferdo Livadić, Lj. Farkaš > Ljudevit Vukotinović, A. Weber > Adolfo Tkalčević, Jakob Frass > Stanko Vraz, Biaggio Faggioni > Vlaho Bukovac

## Toponomastika
Toponimi su imena mjesta.

Toponime proučava toponomastika.

Toponimi su podijeljeni na ove skupine:
- ekonimi ili ojkonimi

Imena naseljenih mjesta: Rijeka, Split, Pula, Zagreb, Zadar, Požega...
- oronimi:

Imena gora i uzvisina: Učka, Biokovo, Velebit, Papuk, Dinara, Medvednica...'
- hidronimi

Imena voda - rijeka, potoka, jezera: Cetina, Sava, Jadro, Vrljika, Karasica, Vransko jezero, Tribaljsko jezero...

### Etnici i ktetici
Etnici (grč. ethnikós = koji pripada narodu) imena su stanovnika naseljena mjesta.

Primjerice: Zagrepčanka, Splićanin, Osječanka, Požežanin.

Glavni je kriterij određivanja etnika naziv koji si stanovnici toga mjesta sami nadjenu. Taj se naziv ne mora poklapati s pravilno, hrvatskom tvorbom, ali svejedno ima prvenstvo: Dubrovkinja (a ne Dubrovčanka), Bjelovarčanin (a ne Bjelovarac), Šupetranka (stanovnica Svetog Petra u Šumi)...

Ktetici (grč. ktētikós = posvojni) posvojni su pridjevi izvedeni od imena naseljena mjesta.

Primjerice: riječki, splitski, osječki, požeški.
Ako se izvode od stranih imena, mogu se fonetizirati (pisati po izgovoru), a mogu se pisati etimološki do tvorbenog šava, a zatim se dodaje dometak (sufiks), ali je preporučljivije fonetizirati.

Primjerice: njujorški, lajpciški, newyorški, leipziški...

### Egzonimi
Egzonimi su pohrvaćeni nazivi za strane toponime, nastala zbog dodira kultura i jezika, razlikuju se od izvornoga naziva, endonima.

Primjerice: Beč (Wien), Rim (Roma), Atena (Athina), Budimpešta (Budapest), Solun (Thessaloniki), Prag (Praha), Pariz (Paris)...

Neki su egzonimi nestali, ali su bili česti u povijesti:

Dražđani (Dresden), Jakin (Ancona), Lipisko (Leipzig), Turin (Torino), Monakov (München), Gradac (Graz), Navijork (New York).

Neki su egzonimi specifični za određeno povijesno razdoblje:

Mleci (Venecija), Carigrad (Istanbul), Požun (Bratislava).

U egzonime ulaze i kroatizirani nazivi država:

Mađarska, Velika Britanija, Njemačka, Češka...

## Poveznice
- toponimi
- egzonimi
- endonimi
- eponimi

## Vanjske poveznice
- Institut za hrvatski jezik i jezikoslovlje
- Ilirska onomastika[neaktivna poveznica]
- Imena i podrijetla  Arhivirana inačica izvorne stranice od 5. kolovoza 2009. (Wayback Machine) (en)
- Ime hrvatsko - značenje i opisi hrvatskih osobnih imena  Arhivirana inačica izvorne stranice od 11. svibnja 2016. (Wayback Machine)